# كوكي واكاسوج
كوكي واكاسوج (باليابانية: 若杉 好輝) (مواليد 8 نوفمبر 1995)، هو لاعب كرة قدم كان يلعب كلاعب وسط.

## وصلات خارجية
- كوكي واكاسوج على موقع رابطة كرة القدم اليابانية للمحترفين (اليابانية)
- كوكي واكاسوج على موقع قاعدة بيانات كرة القدم.إي يو (الإنجليزية)
- كوكي واكاسوج على موقع Soccerway.com (الإنجليزية)
- كوكي واكاسوج على موقع عالم كرة القدم.نت (الإنجليزية)